# 왕건 (삼국지)
왕건(王建, ? ~ 238년 )은 중국 삼국시대의 정치가로 공손연(公孫淵)을 섬겼다.

## 생애
왕건은 공손연(公孫淵)을 섬겼다.
공손연(公孫淵)이 스스로 연왕(燕王)이라 자칭한다. 이에 사마의가 공격하자 양조(楊祚)와 비연(卑衍)등에게 사마의를 격파하라는 명을 내리지만 오히려 양조, 비연이 격파 당하였고, 결국 공손연은 사마의(司馬懿)에게 항복하기 위해 상국 왕건과 어사대부 유보(柳甫)를 사신당으로 보내어 항복할 의사를 보였다.
이때 사마의는 노하여 "어째서 공손연이 직접 오지 않았느냐!"라며 사신당으로 왔던 왕건과 유보를 참하였고 얼마 지나지 않아 공손연부자를 사로잡아 처형시켰다.